# Champigny (Marna)
Champigny è un comune francese di 1 324 abitanti situato nel dipartimento della Marna nella regione del Grande Est.

## Società

### Evoluzione demografica
Abitanti censiti